# Мої вітання Блек Джеку!
«Мої вітання Блек Джеку!» (яп. ブラックジャックによろしく, Burakku Jakku ni Yoroshiku) — серія манґи, написана та проілюстрована Шюхо Сато. Серіал виходив у журналі Morning видавництва Kodansha з 2002 по 2005 рік, глави були зібрані у тринадцять томів. В Україні ліцензована видавництвами Fireclaw і Дворф.
Продовження під назвою Shin Black Jack ni Yoroshiku було видано в журналі Big Comic Spirits видавництва Shogakukan з січня 2007 року по липень 2010 року, розділи якого зібрано в дев'ять томів.

## Сюжет
Ейджіро Сайто — молодий лікар-інтерн, який через надзвичайно низьку зарплатню підробляє вночі в іншій, набагато меншій лікарні. Переміщаючись між двома різними лікарнями, він змушений все глибше і глибше занурюватися в корумповане японське медичне суспільство і починає ставити під сумнів навіть власні початкові переконання, запитуючи себе, що означає бути лікарем.

## Медіа

### Манґа
Манґа, написана та проілюстрована Шюхо Сато, почала видаватися в журналі Morning видавництва Kodansha у 2002 році. Її серіалізація завершилася в 2005 році. Розділи були зібрані в тринадцять томів, випущені з 21 червня 2002 року по 23 січня 2006 року.
Продовження під назвою Shin Black Jack ni Yoroshiku (яп. 新ブラックジャックによろしく, Shin Burakku Jakku ni Yoroshiku), також написане та проілюстроване Сато, почало серіалізацію в журналі Big Comic Spirits видавництва Shogakukan 22 січня 2007 року. Його серіалізація була завершена 17 липня 2010 року. Розділи були зібрані в дев'ять томів, випущені з 28 лютого 2007 року по 30 вересня 2010 року.
У квітні 2012 року Сато розірвав свій контракт з Kodansha та попередив, що будь-які примірники, що залишилися в книгарнях, є «незаконними публікаціями». У серпні Сато почав дозволяти вільне вторинне використання назви, дозволяючи людям «використовувати оригінальний твір для створення видань іноземними мовами, фільмів, додатків, аніме тощо без будь-яких виплат роялті», фактично перевівши серіал у суспільне надбання. У лютому 2013 року Сато заявив, що заробив 100 мільйонів єн з моменту дозволу на вторинне використання.
В Україні манґа офіційно випускається видавництвами Fireclaw і Дворф.

### Інші
Адаптація манґи у вигляді телевізійної драми з режисером Шюнічі Хірано і сценаристом Норіко Ґото транслювалася на TBS з 11 квітня по 20 червня 2003 року. Сатоші Цумабукі зіграв головну роль.
Адаптація у вигляді театральної вистави була показана в торговому центрі Theatre Sun Mall у Шіндзюку з 11 по 16 вересня 2013 року. У ньому зіграли Нобору Канеко та Мамі Ямадзакі.
У 2013 році Anipopo розпочав краудфандингову кампанію для створення аніме-адаптації від Studio Kuma.

## Сприйняття
Серіал отримав нагороду за видатність на Японському фестивалі медіа-мистецтва 2002 року. У 2004 році серіал отримав головний приз Японської асоціації карикатуристів.
Станом на жовтень 2018 року тираж манґи становив 17 мільйонів примірників.

## Подальше читання
- Stimson, Eric (26 липня 2015). Say Hello to Black Jack Confronts Effects of Adult ADHD. Anime News Network.